# Karki (Azerbaijão)
Kərki (ou Karki) é uma aldeia do rayon de Sadarak da República Autónoma do Naquichevão, Azerbaijão.
Kərki forma um exclave do Azerbaijão com 19 km² completamente rodeado por território da Arménia. Desde a guerra do Alto Carabaque que é controlado pela Arménia, tendo a população azeri sido deportada. A aldeia passou a ser designada Tigranashen.